# Moulins à vent d'Ardenay
Les moulins à vent d'Ardenay est un moulin situé à Chaudefonds-sur-Layon, en France.

## Localisation
Le moulin est situé dans le département français de Maine-et-Loire, sur la commune de Chaudefonds-sur-Layon.

## Historique
L'édifice est inscrit au titre des monuments historiques en 1976.

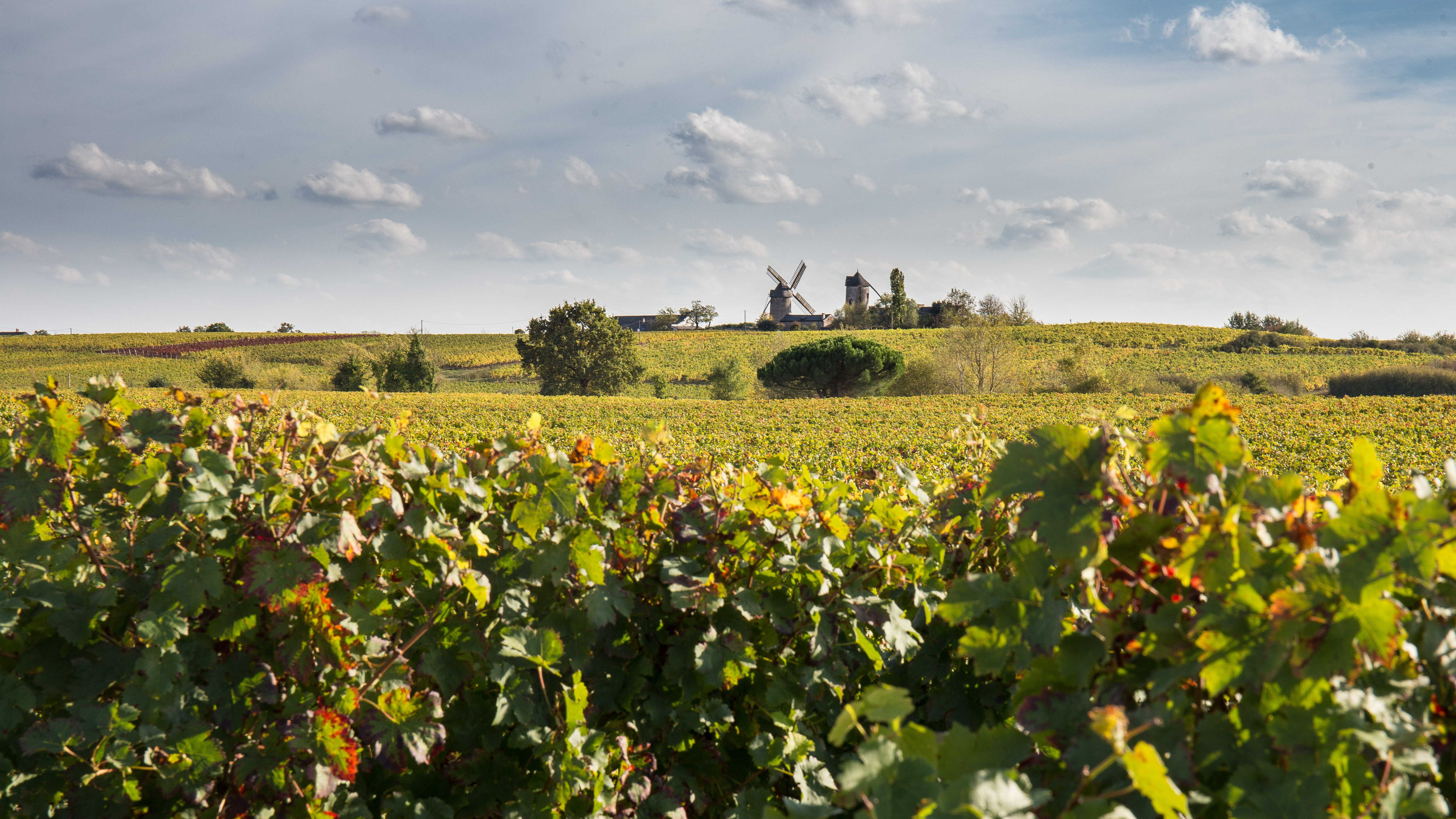
Les moulins et le vignes environnantes